# Кондрашин, Николай Михайлович
Никола́й Миха́йлович Кондра́шин (8 марта 1919, Москва — 13 января 2009, там же) — художник-живописец советского и постсоветского периода, педагог, участник Великой Отечественной войны.

## Биография
Родился в многодетной семье. Рисовать начал с раннего детства. После обучения в государственном академическом художественном училище Памяти 1905 года, где учился у Н. П. Крымова, прекрасного пейзажиста, в 1939 году, Николай Кондрашин пошёл служить в Армию, где сразу же попал на финский фронт. На десять бойцов выдавали одну винтовку, часто без патронов. Выжил чудом. В годы Великой Отечественной войны служил в эвакопункте Ленинградского фронта. Старшина, блокадник. Награждён орденом Отечественной войны II степени, медалями «За оборону Ленинграда», «За победу над Германией в Великой Отечественной войне 1941—1945 гг.» и многими другими.
В 1952 году окончил живописный факультет МГАХИ имени В. И. Сурикова (преподаватели П. Д. Корин, П. И. Котов, А. М. Грицай, В. Яковлев).
С 1953 года работал в Комбинате живописного искусства до распада Советского Союза.
С 1954 года участвовал в выставках Московского союза художников. На протяжении многих лет, начиная с 1958 года, Николай Михайлович преподавал живопись в Народном университете искусств имени Н. К. Крупской.
С 1961 года — член Союза художников СССР.
В 1981—1997 годах преподавал в Московской средней художественной школе.
Н. М. Кондрашин участвовал более чем в 250 художественных выставках во многих городах России.

### Семья
Мать — Ксения Фёдоровна Кондрашина, отец — Михаил Платонович Кондрашин (1882—1957).
Жена — Светлана Владимировна Машинская (1921—2007), художник-живописец; дочери:
- Светлана (1960—1969);
- Екатерина, художник-живописец.

## Наследие
С творческими поездками художник побывал в Средней Азии, Башкирии, на Урале, в Свердловске, Тюмени, на Алтае, в Ленинграде, на Севере и во многих других областях. Произведения находятся в музеях городов и республик: Киров, Осташков, Славгород, с. Шушенское, Ульяновск, Тюмень, Торжок, Казахстан, Татарстан, Туркменистан, Узбекистан.
Работы можно встретить в также в частных коллекциях в разных уголках мира. Наибольшая часть наследия Н. М. Кондрашина и его супруги С. В. Машинской была приобретена в 1992 году известной в мире искусства итальянской галереей «GALLERIA D’ARTE CINQUANTASEI» из города Болонья. В Италии изданы каталоги, альбомы, монографии и книги об их творчестве.
К 90-летию художника готовилась персональная выставка в Москве, но он скончался за два месяца до своего юбилея.
Посмертная выставка «Николай Кондрашин и ученики» была организована дочерью Екатериной в 2010 году в музейно-выставочном комплексе художественного Лицея Российской Академии Художеств. По оценке художественных критиков и журналистов, выставка прошла с большим успехом Кроме подлинников были представлены также фоторепродукции на холстах, так как большая часть наследия Николая Кондрашина находится в частных собраниях и музеях Европы и Америки.

## Награды
- орден Отечественной войны II степени
- Медаль «За оборону Ленинграда»
- Медаль Жукова
- Медаль «За победу над Германией в Великой Отечественной войне 1941—1945 гг.»
- «Ветеран труда»

## Ученики
- Румянцев, Сергей Сергеевич
- Шмарин, Дмитрий Александрович
- Нестеренко, Василий Игоревич
- Кондрашина, Екатерина Николаевна